# Vitaly Shumeiko
Vitaly Shumeiko, född 1946, är sedan 2008 professor i teoretisk fysik vid Chalmers.